# Jacques-Alain de Sédouy
Pour le journaliste français, voir Alain de Sédouy.
Pour les articles homonymes, voir Sédouy.
Jacques-Alain de Sédouy, né Jacques-Alain Le Chartier de Sédouy le 18 novembre 1935 à Paris 16e et mort le 6 septembre 2018 à Bayonne, est un diplomate, conseiller d’État et historien français.

## Biographie

### Famille
Jacques-Alain Le Chartier de Sédouy est le fils du comte René Le Chartier de Sédouy, directeur et administrateur de sociétés, et de Jacqueline de Courtois de Langlade. Il est l'époux de Maitchou Lehideux, fille de François Lehideux et petite-fille de Fernand Renault.

### Carrière
Jacques-Alain de Sédouy est licencié en droit, diplômé de l’Institut d’études politiques de Paris et ancien élève de l’École nationale d'administration (promotion Albert-Camus 1962).
Après avoir été chef de cabinet à la Commission des Communautés européennes (1973-1976), il est ambassadeur en Jordanie, au Mexique, à l’OCDE puis au Danemark, et enfin co-président adjoint de la conférence sur l’ancienne Yougoslavie (1994-1995).
Il est conseiller d’État en service extraordinaire de 1998 à mai 2002, date à laquelle Jacques-Alain de Sédouy prend sa retraite du corps diplomatique. Il est membre de la Commission des archives diplomatiques de 2005 à 2013 et membre du comité de lecture de la Revue d'histoire diplomatique jusqu'à sa mort.
Avec un groupe d’ambassadeurs de France en activité et retraités, Jacques-Alain de Sédouy signe en 2010, dans le quotidien Le Monde, une lettre ouverte au président de la République Nicolas Sarkozy exprimant leurs préoccupations sur le conflit israélo-palestinien
Il est vice-président de la Société Chateaubriand. Il est inhumé au cimetière de Passy dans le caveau de la famille de sa femme.

## Publications
- Chateaubriand, un diplomate insolite, Librairie Académique Perrin, 1992.  (ISBN 978-2262008994)
- Le Comte Molé ou la séduction du pouvoir, Librairie Académique Perrin, 1994.  (ISBN 978-2262010478)
- Madame de Chateaubriand, Librairie Académique Perrin, 1996.  (ISBN 978-2262011512)
- Une enfance bien-pensante sous l’Occupation, Librairie Académique Perrin, 1998.  (ISBN 978-2262013776).
- Les Reines du Nord, Librairie Académique Perrin, 1999.  (ISBN 978-2262015558)
- Le Congrès de Vienne : l’Europe contre la France, 1812-1815, Librairie Académique Perrin, 2003.  (ISBN 978-2262017101)
- Le Concert européen. Aux origines de l’Europe 1814-1914, Fayard, 2010.  (ISBN 978-2213634371) Prix Guizot de l’Académie française.
- Ils ont refait le monde, 1919-1920. Le traité de Versailles, Tallandier, 2017, 346 p.

## Distinctions

### Décoration
- Commandeur de la Légion d'honneur. (Promotion du 1er janvier 2003)[5].

### Prix littéraires
- 2003 – Prix Joseph-du-Teil de l’Académie des sciences morales et politiques
- 2010 – Prix Guizot de l’Académie française, médaille d’argent[6].
- 2010 – Prix Joseph-du-Teil de l’Académie des sciences morales et politiques
- 2018 – Prix Thiers de l’Académie française